# Seznam měst v Guyaně
Toto je seznam měst v Guyaně.
Největší aglomerací v Guyaně je Georgetown, kde 1. ledna 2005 žilo 134 599 obyvatel, což představuje asi 20% obyvatelstva celé země.
V následující tabulce jsou uvedena města nad 1 000 obyvatel, výsledky sčítání obyvatelstva ze 7. dubna 1970, odhady počtu obyvatel k 1. lednu 2005 a oblasti, do nichž města náleží. Počet obyvatel se vztahuje na vlastní město bez předměstí. Města jsou seřazena podle velikosti.
| Města na Antigui a Barbudě | Města na Antigui a Barbudě | Města na Antigui a Barbudě | Města na Antigui a Barbudě | Města na Antigui a Barbudě      | Města na Antigui a Barbudě |
| Pořadí                     | Město                      | sčítání v roce 1970        | odhad pro rok 2005         | Správní jednotka                |                            |
| -------------------------- | -------------------------- | -------------------------- | -------------------------- | ------------------------------- | -------------------------- |
| 1.                         | Georgetown                 | 63 184                     | 32 563                     | Demerara-Mahaica                |                            |
| 2.                         | Linden                     | 23 956                     | 29 521                     | Upper Demerara-Berbice          |                            |
| 3.                         | New Amsterdam              | 17 782                     | 17 526                     | East Berbice-Corentyne          |                            |
| 4.                         | Corriverton                | 10 502                     | 13 079                     | East Berbice-Corentyne          |                            |
| 5.                         | Rose Hall                  | n/a                        | 6 460                      | East Berbice-Corentyne          |                            |
| 6.                         | Skeldon                    | n/a                        | 5 859                      | East Berbice-Corentyne          |                            |
| 7.                         | Rosignol                   | 2 001                      | 5 782                      | Mahaica-Berbice                 |                            |
| 8.                         | Mahaica                    | 6 967                      | 4 867                      | Demerara-Mahaica                |                            |
| 9.                         | Ituni                      | n/a                        | 4 567                      | Upper Demerara-Berbice          |                            |
| 10.                        | Paradise                   | n/a                        | 3 785                      | Demerara-Mahaica                |                            |
| 11.                        | Queenstown                 | 1 211                      | 3 206                      | Pomeroon-Supenaam               |                            |
| 12.                        | Charity                    | 1 175                      | 3 111                      | Pomeroon-Supenaam               |                            |
| 13.                        | Vreed-en-Hoop              | 3 054                      | 3 073                      | Essequibo Islands-West Demerara |                            |
| 14.                        | Anna Regina                | 1 124                      | 2 976                      | Pomeroon-Supenaam               |                            |
| 15.                        | Danielstown                | 900                        | 2 383                      | Pomeroon-Supenaam               |                            |
| 16.                        | Fort Wellington            | n/a                        | 2 253                      | Mahaica-Berbice                 |                            |
| 17.                        | Kumaka                     | n/a                        | 2 170                      | East Berbice-Corentyne          |                            |
| 18.                        | Mahaicony Village          | 4 665                      | 2 130                      | Mahaica-Berbice                 |                            |
| 19.                        | Lethem                     | 645                        | 1 708                      | Upper Takutu-Upper Essequibo    |                            |
| 20.                        | Bartica                    | 4 087                      | 1 651                      | Cuyuni-Mazaruni                 |                            |
| 21.                        | Parika                     | 1 101                      | 1 094                      | Essequibo Islands-West Demerara |                            |
| 22.                        | Mabaruma                   | 391                        | 1 035                      | Barima-Waini                    |                            |
| 23.                        | Mahdia                     | 147                        | 1 014                      | Potaro-Siparuni                 |                            |